# Guignard
Guignard is een Frans historisch merk van motorfietsen.
Jéan Guignard vestigde zijn bedrijf in 1933 in Lyon. Hij produceerde er tot 1938 lichte motorfietsen, voornamelijk met 98- en 123cc-tweetaktmotoren.